# Истборн (Новая Зеландия)
Истборн — пригород Лоуэр-Хатта, в регионе Веллингтон, Новая Зеландия. Этот район известен своим морским побережьем и пользуется популярностью как место отдыха. Добраться до Истборна можно на автомобиле из соседнего Петоне или на пароме из центра Веллингтона. Истборн находится на восточном берегу гавани Веллингтона, в пяти километрах к югу от центральной части Лоуэр-Хатта. Он находится напротив полуострова Мирамар, который также входит в состав Веллингтона. Доступ к Истборну обеспечивается через узкую прибрежную дорогу, проходящую сквозь Восточные заливы и промышленный район Сивью. Назван в честь британского курортного города Истборн.
В холмах, окружающих Истборн, преобладают местные леса и деревья. Благодаря программе по истреблению лисьих кузу, которую ведут местные власти, большая часть родной растительности восстановилась, включая деревья Metrosideros robusta с красными цветами. В этих лесах проложено множество троп, ведущих от одного холма к другому. Многие переселенцы в Истборн приехали из Стромболи, острова рядом с Сицилией.

## История

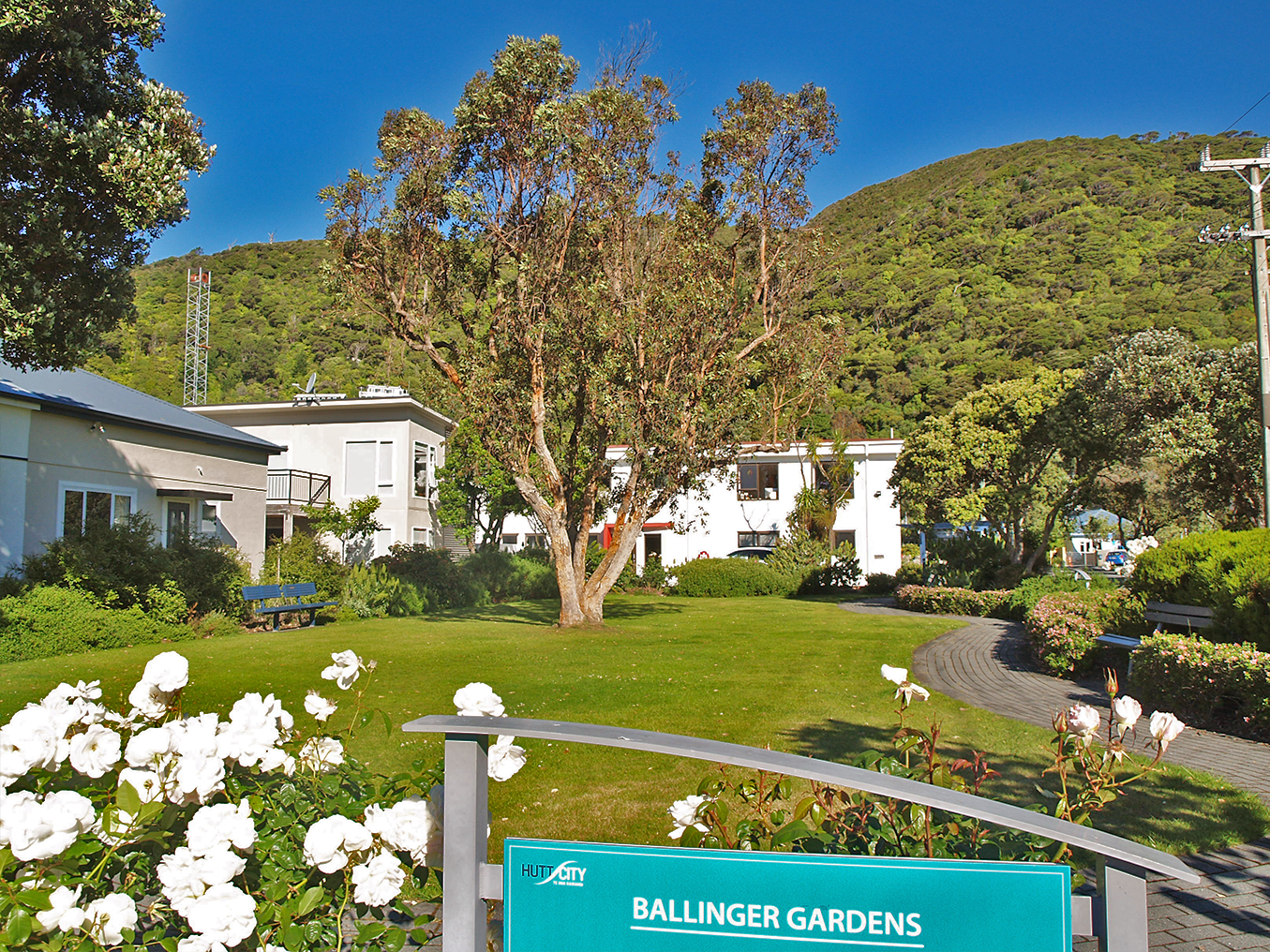
Сады Бэллинджер в Истборне

История пригорода Истборн уходит корнями в до колониальную эпоху, когда местные маорийские иви на протяжении сотен лет имели несколько каинга (поселений) и па (укрепленных деревень) в этом районе, расположенные в заливах и на возвышенных мысах. Эти поселения находились к северу от текущего центра пригорода, в таких местах, как Пойнт Ховард и заливы Лоури, Рона и Дэйз. Эти места были стратегически важными, поскольку они препятствовали вторжениям соседних иви из Уаирарапы. Набеги были обычным явлением, что заставляло местных маори постоянно быть настороже.
Европейское заселение района усилилось после разрушительного землетрясения 1855 года в Уаирарапе, когда река Уаиухету в районе Сивью понизилась, а горные породы и берега гавани Веллингтона поднялись на 2 метра. Итальянское заселение Истборна началось с заселения залива Рона (изначально носившего развание Браунс-Бэй) итальянцами Бартоло и Италия Руссо в 1892 году. Переименовав его в Руссо-Бэй, Руссо, родом из Стромболи, открыли гостиницу и начали развивать садоводство и рыболовство. Они привлекли многих родственников и друзей к эмиграции, благодаря чему Истборн превратился в своеобразный итальянский оплот на новозеландской земле.
До присоединения к Лоуэр-Хатту в 1989 году, Истборн представлял собой отдельный город с собственным муниципальным советом и городской администрацией. Сообщество Истборна сохраняет активную позицию по местным вопросам, что является наследием бывшего городского совета. В пригороде до сих пор есть автобусная остановка, которая носит название «Borough of Eastbourne» (с англ. — «Боро Истборна»).

## Демография
По данным переписи населения Новой Зеландии в 2018 году, в Истборне проживало 2 709 человек, что на 12 человек (−0.4 %) меньше, чем в 2013 году, и на 9 человек (0.3 %) больше, чем в 2006 году. В пригороде было 1 089 домохозяйств, в которых проживало 1 308 мужчин и 1 401 женщина, что дает соотношение в 0,93 мужчины на одну женщину. Средний возраст жителей составлял 46,2 лет (по сравнению с 37,4 лет в целом по стране), среди них 534 человека (19.7 %) были в возрасте до 15 лет, 324 (12.0 %) — от 15 до 29 лет, 1,317 (48.6 %) — от 30 до 64 лет, и 531 (19.6 %) — 65 лет и старше.
Этнический состав населения Истборна был следующим: 95,3 % европейцев/пакеха, 5,4 % маори, 1,6 % пасифика, 2,8 % азиатов и 2,1 % представителей других этносов. Процент людей, родившихся за пределами Новой Зеландии, составлял 26,0 %, что немного меньше, чем в среднем по стране (27.1 %).
Хотя некоторые жители Истборна не отвечали на вопрос переписи о религиозной принадлежности, 54,5 % населения не придерживались никакой религии, 36,8 % идентифицировали себя как христиане, 0,1 % придерживались маорийских религиозных убеждений, 0,6 % были индуистами, 0,1 % мусульманами, 0,6 % буддистами, а 2,7 % относили себя к другим религиям.
Среди жителей Истборна в возрасте от 15 лет и старше 990 человек (45.5 %) имели степень бакалавра или выше, в то время как 153 человека (7.0 %) не имели формального образования. Средний доход составлял 45 600 новозеландских долларов, что выше, чем средний показатель по стране — 31 800 долларов. 765 человек (35.2 %) зарабатывали более 70 000 долларов, в то время как в среднем по стране этот показатель составлял 17,2 %. Что касается занятости, среди лиц старше 15 лет 1,074 человека (49.4 %) работали на полную ставку, 375 человек (17.2 %) на неполный рабочий день, и 69 человек (3.2 %) были безработными.

## Транспорт

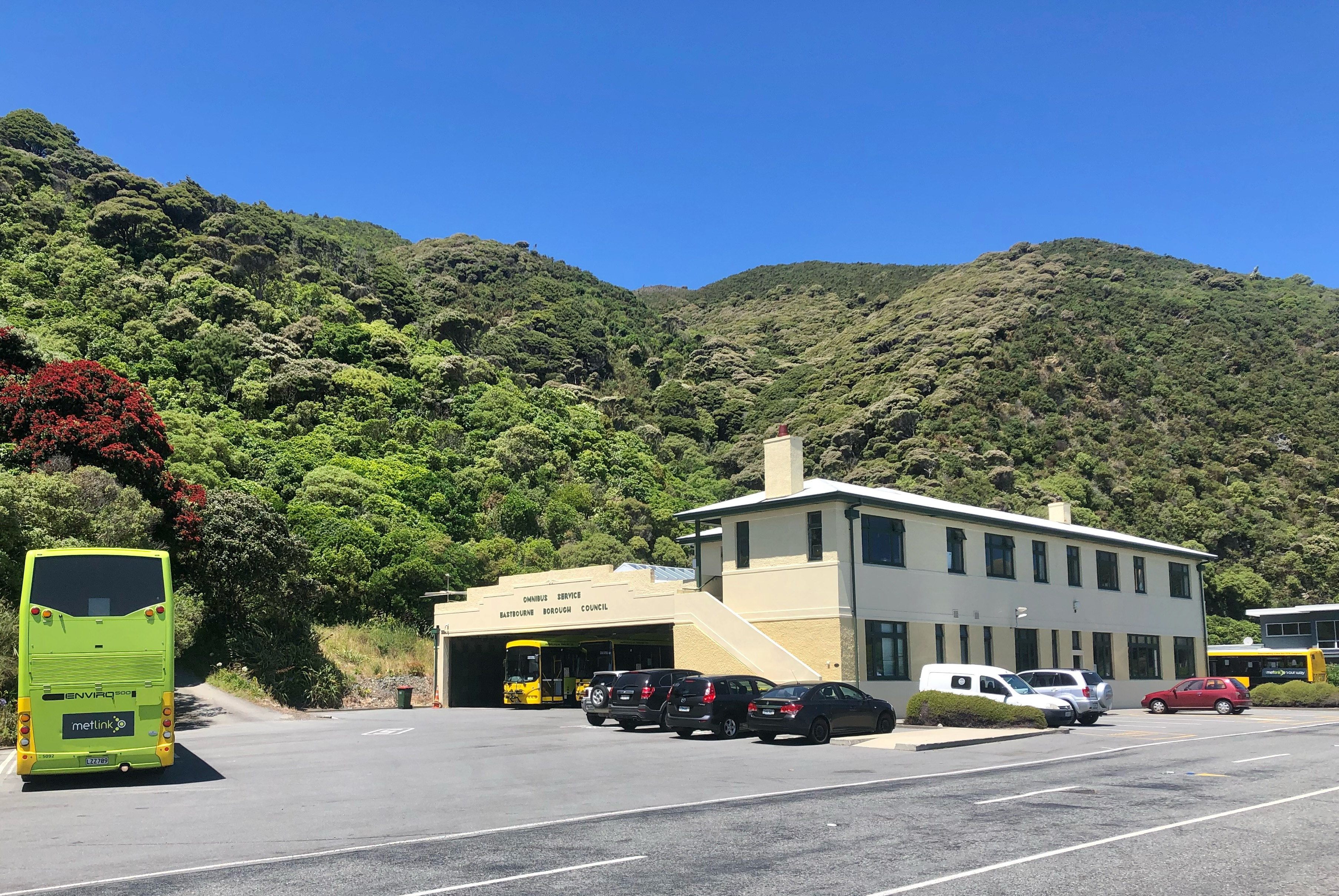
Eastbourne Borough Council Omnibus Service Garage

Регулярное паромное сообщение соединяет Веллингтон и Истборн, с паромами ходящими между причалом в заливе Дэйз Бэй в Истборне и причалом Квинс-Варф рядом с центром Веллингтона. Паромное сообщение было начато в 1886 году, стало ежедневным в 1901 году, было приобретено муниципалитетом Истборна в 1913 году и прекращалось между 1948 и 1989 годами.
Южная конечная остановка автобусов в Истборне — историческое здание, несущее англоязычное название Bus Barn, или Eastbourne Borough Council Omnibus Service Garage. Здание было официально открыто 24 мая 1939 года. С 8 февраля 2006 года оно имеет статус исторического места 2-й категории (номер регистрации 7644).
Холмы вокруг Истборна представляют собой важную среду обитания для местной биоразнообразности и содержат некоторые из самых редких и находящихся под угрозой исчезновения видов растений Новой Зеландии.

## Галерея

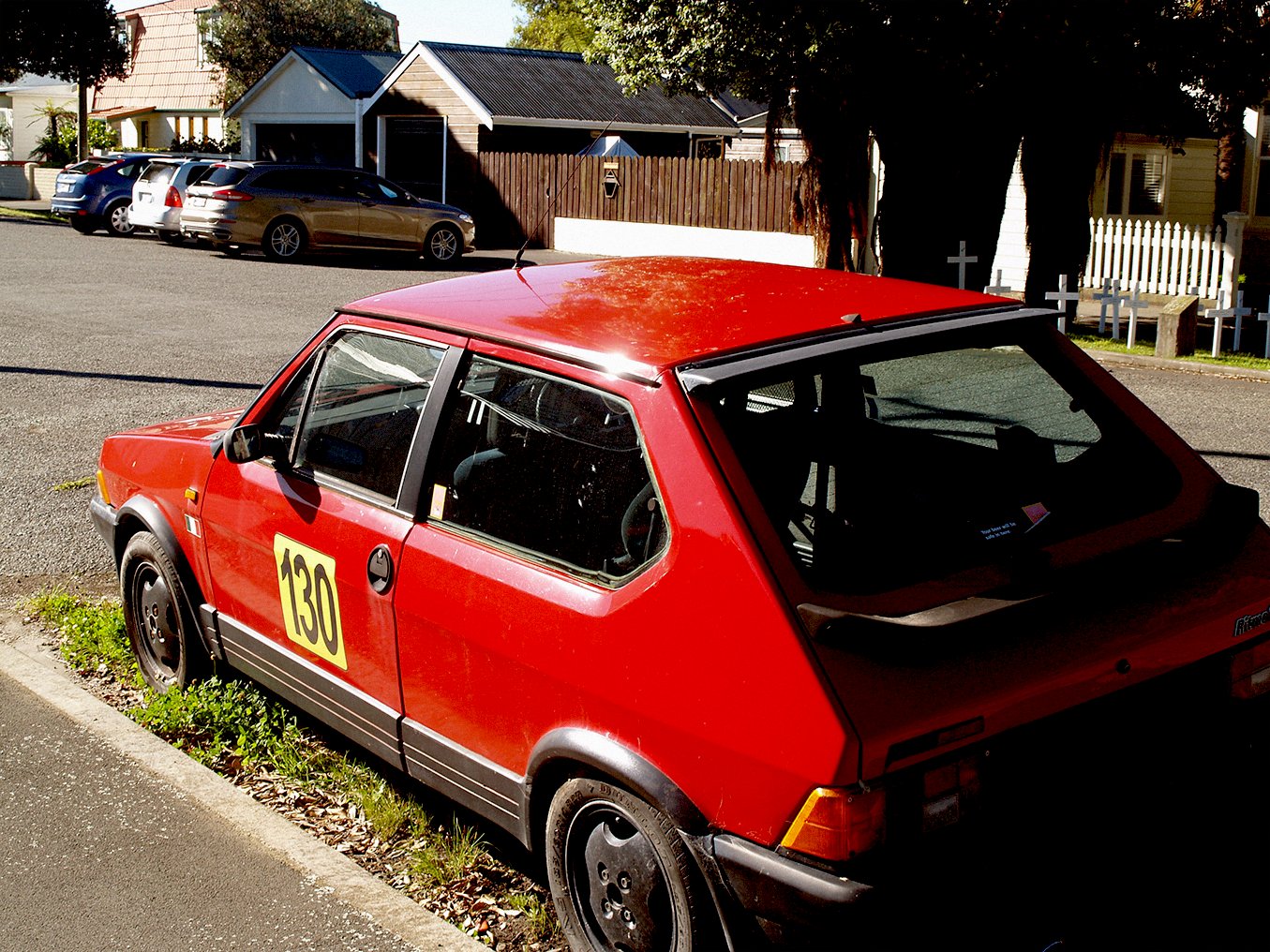
Улица Рата. Здесь часто можно встретить классические автомобили, многие из которых собирались неподалеку в Сивью.
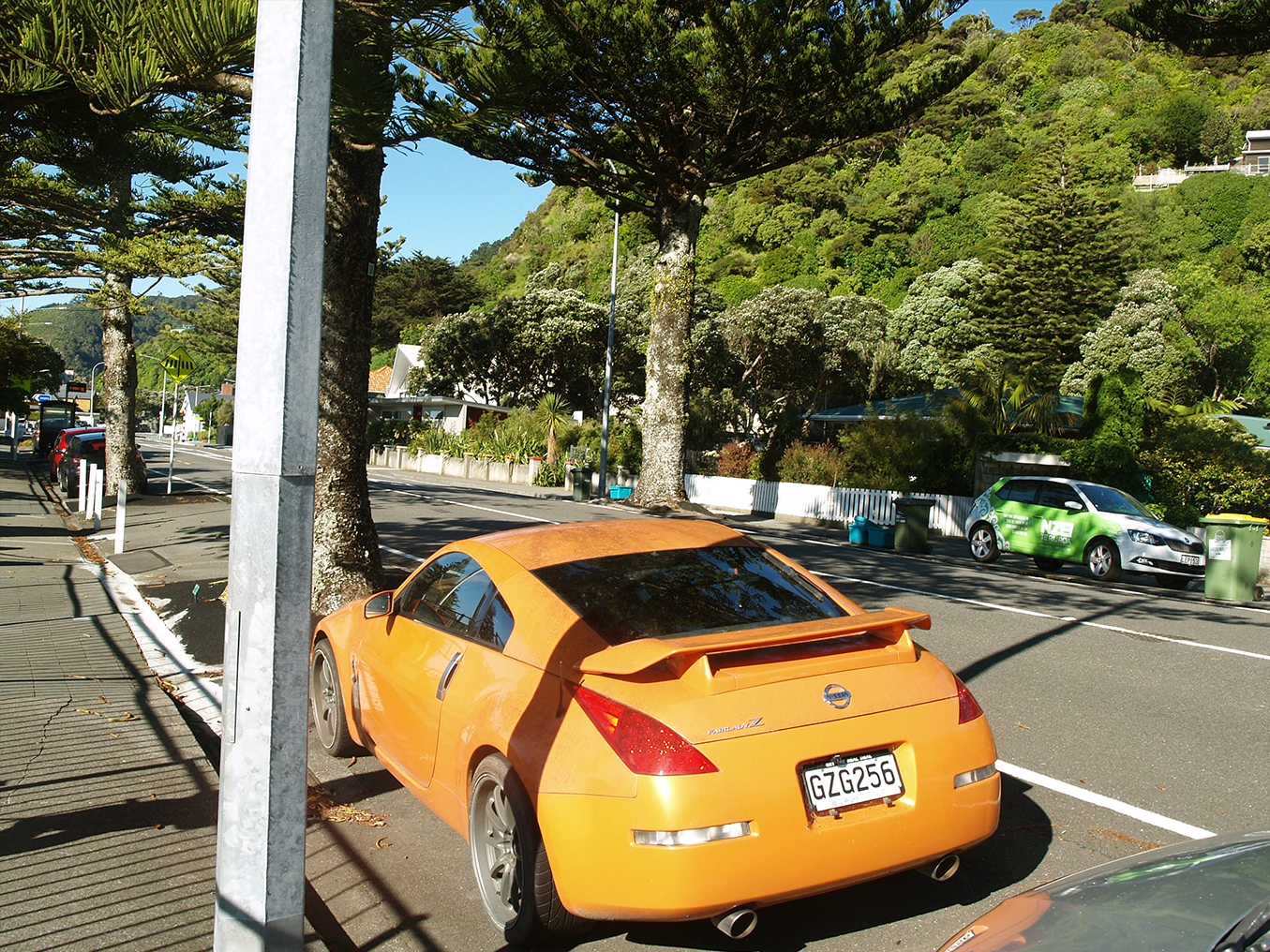
Улица Муритай
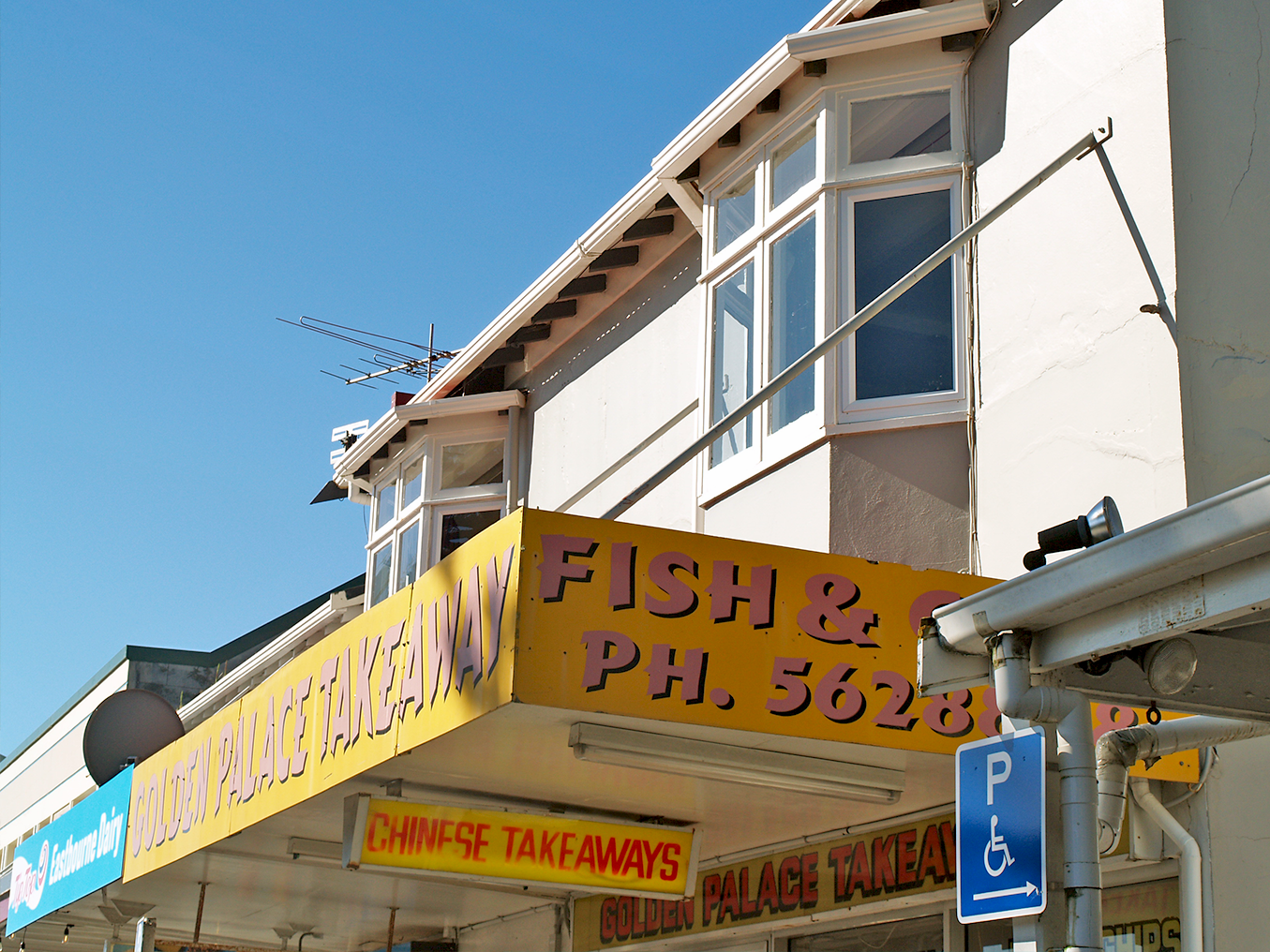
Golden Palace Takeaway, улица Риму
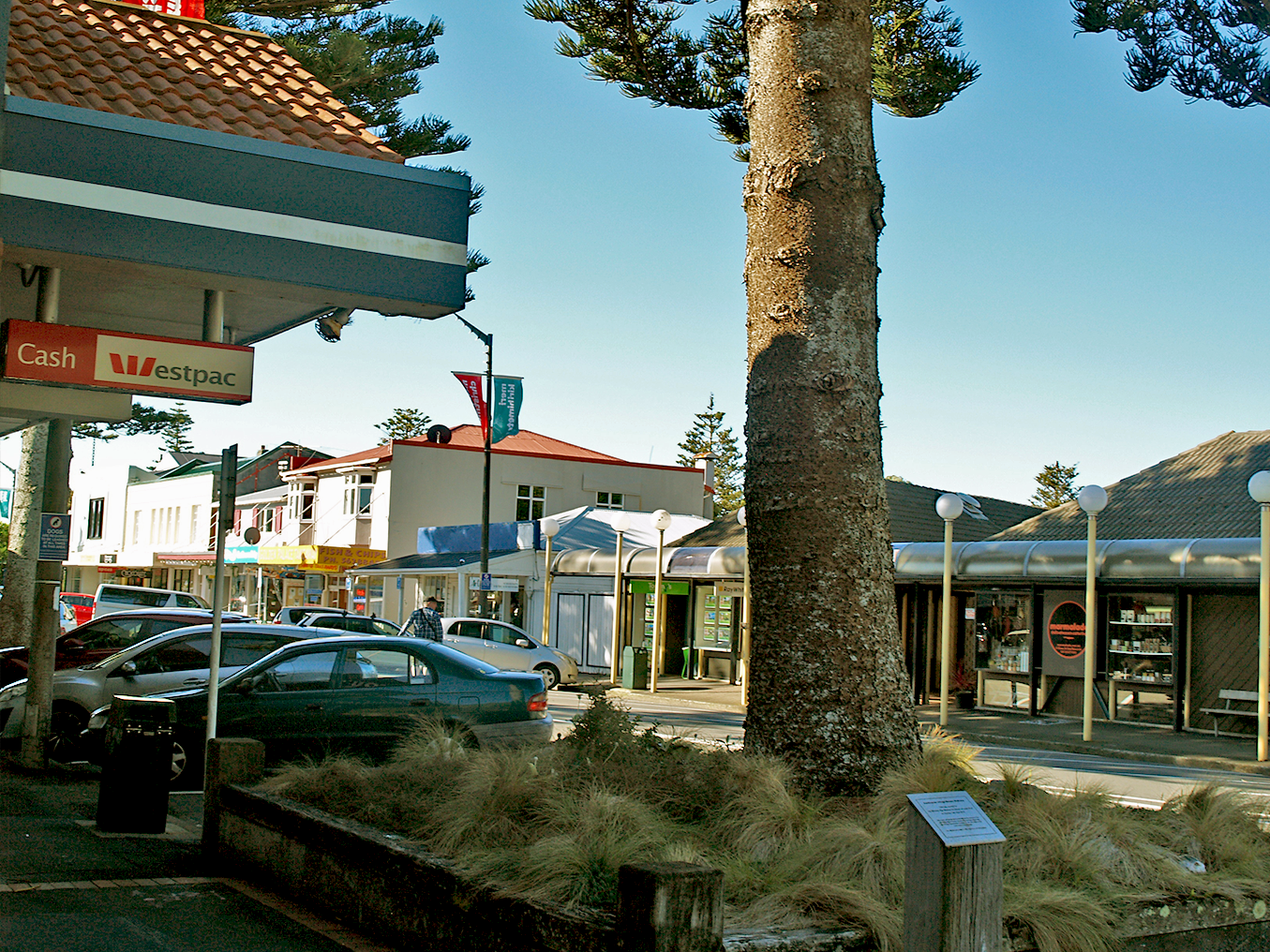
Улица Риму
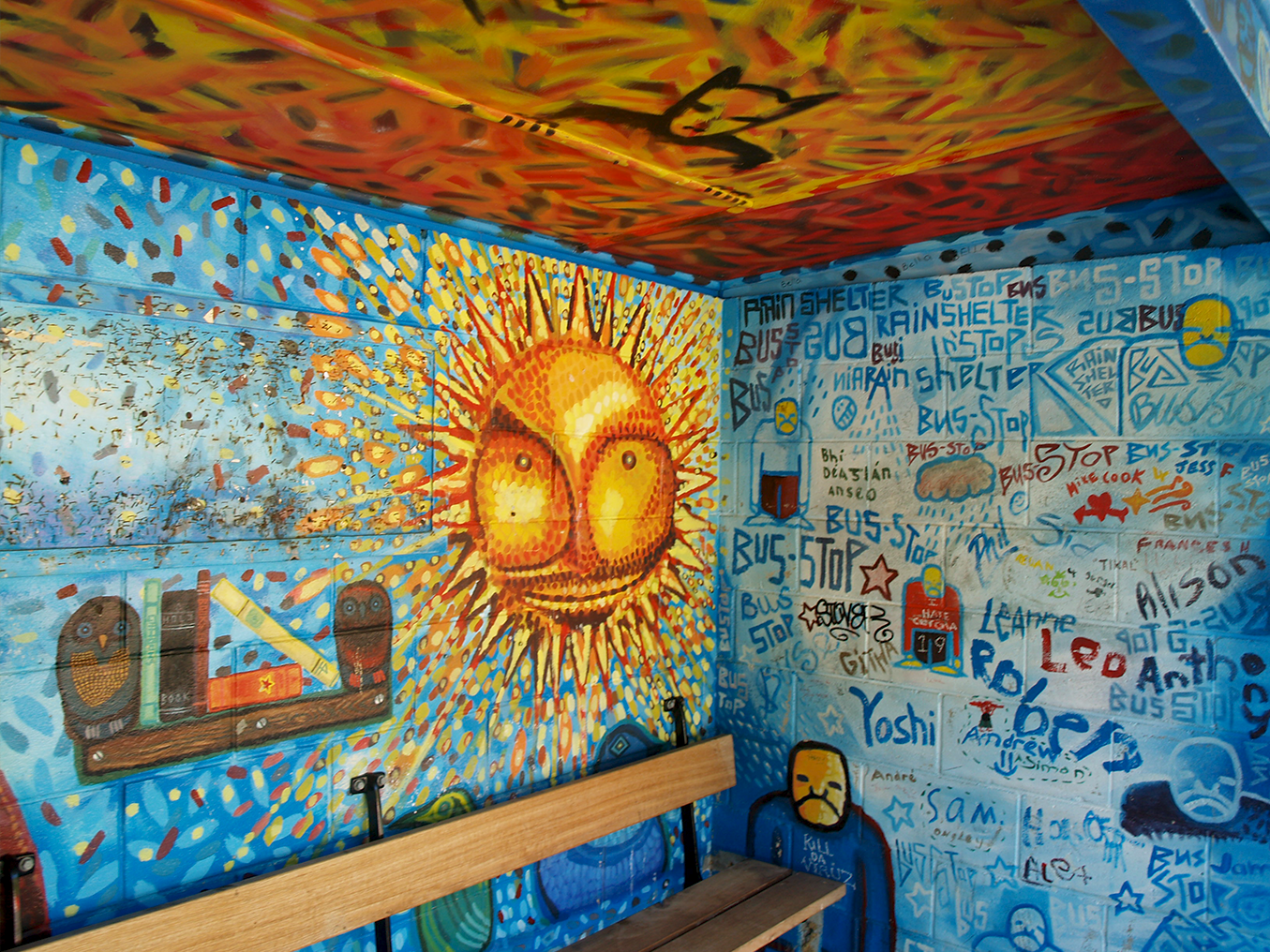
Автобусная остановка с муралами
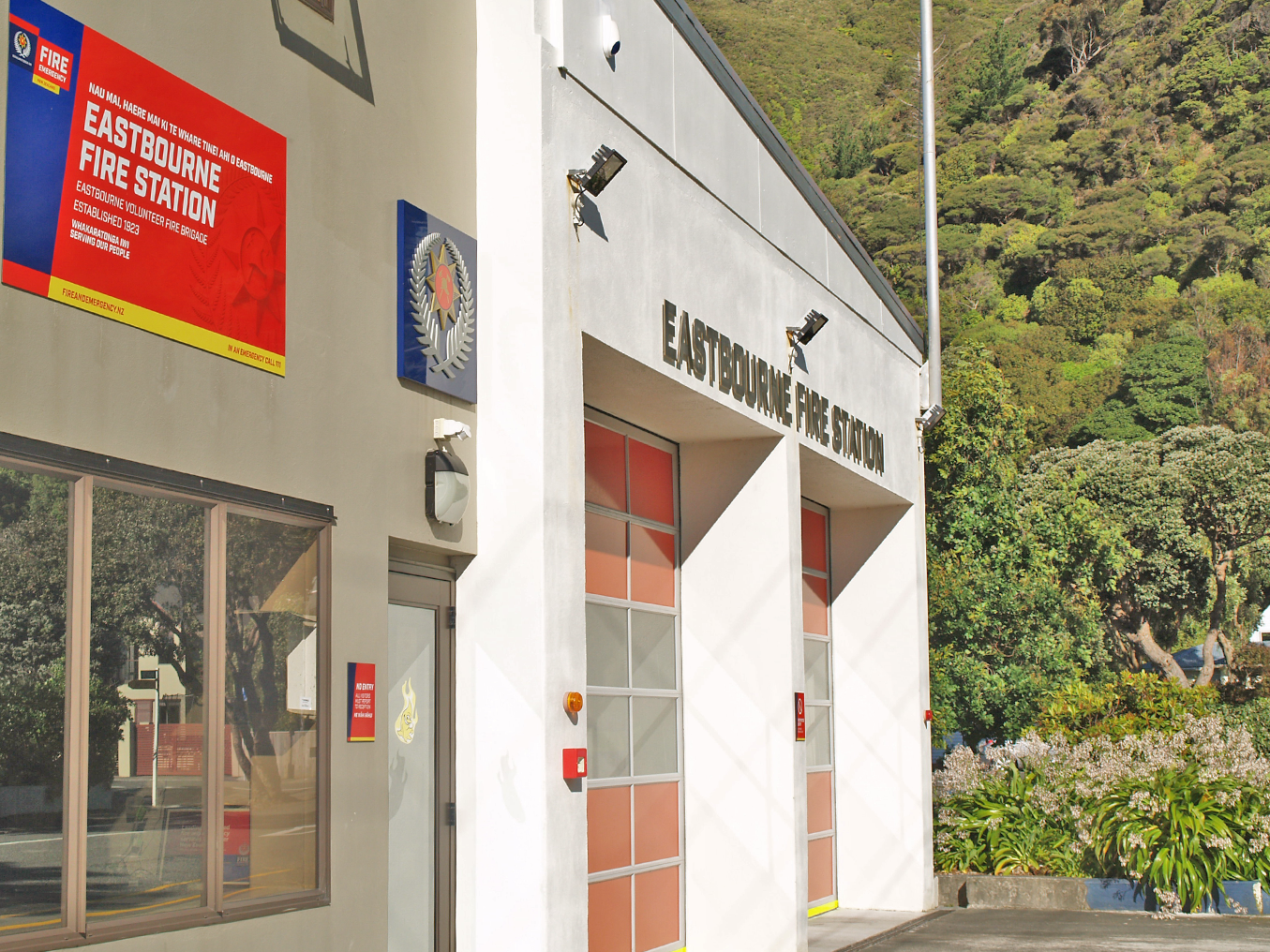
Пожарная станция